# Hysterocrates vosseleri
Hysterocrates vosseleri là một loài nhện trong họ Theraphosidae.
Loài này thuộc chi Hysterocrates. Hysterocrates vosseleri được Embrik Strand miêu tả năm 1906.